# جون د. أرنولد
جون د. أرنولد (بالإنجليزية: John D. Arnold)‏ هو خبير مالي أمريكي، ولد في 1974 في دالاس في الولايات المتحدة.